# Uwe Mönkemeyer
Uwe Mönkemeyer (ur. 22 września 1959 w Holzminden) – niemiecki lekkoatleta, średnio- i długodystansowiec, medalista halowych mistrzostw Europy w 1983. W czasie swojej kariery reprezentował Republikę Federalną Niemiec.
Zdobył brązowy medal w biegu na 3000 metrów na halowych mistrzostwach Europy w 1983 w Budapeszcie, ulegając tylko Draganowi Zdravkoviciowi z Jugosławii i Walerijowi Abramowowi ze Związku Radzieckiego. Na halowych mistrzostwach Europy w 1984 w Göteborgu zajął 4. miejsce na tym dystansie.
Odpadł w eliminacjach biegu na 5000 metrów na igrzyskach olimpijskich w 1984 w Los Angeles. Zajął 4. miejsce w biegu na 1500 metrów na halowych mistrzostwach Europy w 1986 w Madrycie i 11.miejsce w biegu na 5000 metrów na mistrzostwach Europy w 1986 w Stuttgarcie. Odpadł w eliminacjach biegu na 1500 metrów na halowych mistrzostwach Europy w 1987 w Liévin. Zajął 10. miejsce w biegu na 3000 metrów na halowych mistrzostwach świata w 1987 w Indianapolis.
Mönkemeyer był mistrzem RFN w biegu na 1500 metrów w 1986 oraz brązowym medalistą w tej konkurencji w 1983, a także mistrzem w sztafecie 4 × 1500 metrów w 1984. Był również mistrzem RFN w biegu przełajowym na krótkim dystansie w latach 1982–1984 i 1988. W hali był mistrzem w biegu na 1500 metrów w 1986 i 1987, a w biegu na 3000 metów był mistrzem w 1983 oraz brązowym medalistą w 1984.

## Rekordy życiowe
Rekordy życiowe Mönkemeyera:
- bieg na 1000 metrów – 2:18,76 (13 czerwca 1986, Lage)
- bieg na 1500 metrów – 3:35,26 (17 sierpnia 1986, Kolonia)
- bieg na milę – 3:55,84 (15 sierpnia 1986, Berlin)
- bieg na 2000 metrów – 5:02,37 (20 lipca 1984, Monachium)
- bieg na 3000 metrów – 7:49,86 (16 czerwca 1984, Hanower)
- bieg na 5000 metrów – 13:21,14 (6 sierpnia 1986, Koblencja)